# Einzelwissenschaft
Einzelwissenschaft (auch: Disziplin, Fach, Fachwissenschaft) ist ein eigenes Fachgebiet in der akademischen Bildungslandschaft, insbesondere der Hochschulen.

## Begriff
Die Wissenschaft wird seit dem Altertum in Teilbereiche aufgegliedert. Im Zuge der Forschung und der Entwicklung von technologischen Möglichkeiten wurden immer weitere Einzelwissenschaften neu erschlossen oder aus den bestehenden ausgegliedert und verselbstständigt.
Es existieren verschiedene Klassifikationen zur Einteilung der Wissenschaften, zum Beispiel die Dewey Decimal Classification. Frühere Autoren sprachen von einem Baum der Wissenschaft sowie der Unterteilung in Einzelwissenschaften und Universalwissenschaft. Eine grobe Einteilung unterscheidet Geisteswissenschaften, Naturwissenschaften, Humanwissenschaften und Strukturwissenschaften. Auch die Einteilung zwischen empirischen und nicht empirischen Wissenschaften ist geläufig. Gestritten wird sich jedoch über die Einordnung der jeweiligen Einzelwissenschaften in eine der beiden Kategorien.
Es wird unterschieden zwischen Einzelwissenschaften, die an Hochschulen gelehrt werden (akademisches Fach), und Wissenschaften, die nur außerhalb von Hochschulen betrieben werden.
Die Klassifizierung eines Wissensgebietes als Wissenschaft ist häufig umstritten. Die dazu geführte Diskussion ist Teil der wissenschaftlichen Auseinandersetzung und fördert, wenn sie sachlich geführt wird, die beteiligten Fächer.
Die im Laufe der Zeit entstandene Fülle der Einzelwissenschaften wurde seit der 2. Hälfte des 20. Jahrhunderts oft auch als Zersplitterung empfunden. Seitdem wird der interdisziplinären Kooperation der Einzelwissenschaften eine immer größere Bedeutung beigemessen.
Es gibt auch bereichsübergreifende Disziplinen, die eine Mischung verschiedener Fachgebiete sind, zum Beispiel die Wirtschaftsinformatik, die neben einem Kern eigener Inhalte unter anderem auch Teile aus Informatik, Mathematik, Wirtschaftswissenschaften und Kommunikationswissenschaft enthält. Die Verkehrswissenschaften integrieren Einzelwissenschaften wie die Verkehrstechnik, die Verkehrspädagogik, die Verkehrspsychologie, das Verkehrsrecht oder die Verkehrspolitik. Dabei spricht man dann von interdisziplinären Wissenschaften.
In einem engeren Sinn bezeichnet der Ausdruck Einzelwissenschaft einen Gegenbegriff zur Philosophie. Diese versteht sich als eine Universalwissenschaft, die im Gegensatz zur Einzelwissenschaft sich nicht auf bestimmte Ausschnitte der Wirklichkeit beschränkt und in ihren Fragestellungen vor die Einzelwissenschaften zurückgreift.
Inhaltlich gibt das Erkenntnisobjekt das Arbeitsgebiet einer Einzelwissenschaft vor. Alle Bestrebungen, das Wissen durch Analysen und Theorienbildung zu sichern und zu erweitern, stehen im Zusammenhang mit diesem Erkenntnisobjekt.

## Beispiele

### Geisteswissenschaften(Kulturwissenschaften)
- Berufswissenschaft
- Geschichtswissenschaft
  - Alte Geschichte, Mediävistik,
  - Archäologie und Frühgeschichte
  - Neuere Geschichte, Zeitgeschichte
  - Wissenschaftsgeschichte
  - Wirtschafts- und Sozialgeschichte
  - Kulturgeschichte
  - Technikgeschichte
- Konservierungs- und Restaurierungswissenschaft
- Kunstgeschichte, Kunstwissenschaft
- Ludologie
- Medienwissenschaft
- Musikwissenschaft
- Pädagogik (Erziehungswissenschaft)
  - Didaktik
- Philosophie
- Psychologie
- Religionswissenschaft
  - Islamwissenschaft
  - Judaistik
  - Religionsgeschichte
  - Religionspsychologie
  - Religionssoziologie
- Sportwissenschaft
  - Biomechanik
  - Bewegungswissenschaft
  - Sport und Technik
  - Sportdidaktik
  - Sportethik
  - Sportgeschichte
  - Sportinformatik
  - Sportjournalistik
  - Sportmedizin
  - Sportökologie
  - Sportökonomie
  - Sportpädagogik
  - Sportphilosophie
  - Sportpsychologie
  - Sportrecht
  - Sportsoziologie
  - Trainingswissenschaft

- Sprach- und Literaturwissenschaften
- Szientometrie
- Theaterwissenschaft
- Volkskunde
- Nach Sprachen und Kulturräumen
  - Altamerikanistik
  - Altphilologie
    - Latinistik
    - Gräzistik

  - Afrikanistik
  - Ägyptologie
  - Amerikanistik
  - Anglistik
  - Austronesistik
  - Baltistik
  - Germanistik
  - Indologie
  - Iranistik
  - Japanologie
  - Judaistik
  - Keltologie
  - Mongolistik
  - Orientalistik
  - Romanistik
  - Sinologie
  - Skandinavistik
  - Slawistik
  - Turkologie

### Humanwissenschaften
- Anthropologie
- Ethnologie
- Humanbiologie
- Kognitionswissenschaft
- Pädagogik
- Psychologie
  - Psychologische Diagnostik
  - Klinische Psychologie
  - Arbeits- und Organisationspsychologie
  - Biopsychologie
  - Differentielle und Persönlichkeitspsychologie
  - Entwicklungspsychologie
  - Experimentalpsychologie
  - Motivationspsychologie
  - Sozialpsychologie
  - Rechtspsychologie
  - Gesundheitspsychologie
  - Medienpsychologie
- Soziologie
- Sportwissenschaft
- Sprachwissenschaft
- Volkskunde
- Wissenschaftsforschung

### Ingenieurwissenschaften
- Automatisierungstechnik
  - Kybernetik
  - Robotik
  - Messtechnik
  - Regelungstechnik
  - Steuerungstechnik
- Architektur
  - Innenarchitektur
  - Kulturtechnik
  - Städtebau, Regionalplanung
- Bauingenieurwesen
  - Bodenmechanik und Geotechnik
  - Hochbau, Tiefbau
  - Wasserbau und Wasserwirtschaft
  - Baustatik
  - Bauinformatik
  - Bauwirtschaft und Baubetrieb
  - Verkehrstechnik

- Elektrotechnik
  - Automatisierungstechnik
  - Elektronik und Mikroelektronik
  - Energietechnik
  - Nachrichtentechnik
  - Hochfrequenztechnik
  - Signaltheorie und Systemtheorie
- Feinwerktechnik
  - Feinmechanik
  - Medizintechnik
  - Technische Optik
- Informatik
  - Praktische Informatik
    - Betriebssysteme
    - Programmiersprachen
    - Softwaretechnik

  - Technische Informatik
    - Digitaltechnik (Digitale Schalttechnik)
    - Rechnernetz (Netzwerktechnologie)
    - Rechnerarchitektur
- Landschaftsarchitektur
- Maschinenbau
  - Anlagenbau
  - Arbeitsmaschinen
  - Energietechnik
  - Fertigungstechnik
  - Fördertechnik
  - Klimatechnik
  - Konstruktionslehre
  - Kraftmaschinen
  - Logistik
  - Fahrzeugtechnik
    - Kraftfahrzeugtechnik
    - Luft- und Raumfahrttechnik
    - Schiffbau
    - Schienenfahrzeugtechnik

  - Maschinenelemente
  - Mechatronik
  - Werkzeugmaschinen
  - Umwelttechnik
- Materialwissenschaft und Werkstofftechnik
- Metallurgie
- Montanwissenschaften
- Städtebau / Stadtplanung
- Verfahrenstechnik
  - Biotechnologie
  - Chemieingenieurwesen (Chemische Technik)
  - Lebensmitteltechnologie
  - Pharmazeutik
- Verkehrswissenschaften
  - Verkehrsbauwesen
  - Verkehrsdidaktik
  - Verkehrserziehung
  - Verkehrsgeographie
  - Verkehrsgeschichte
  - Verkehrsingenieurwesen
  - Verkehrslogistik
  - Verkehrsmedizin
  - Verkehrsmeteorologie
  - Verkehrsökologie
  - Verkehrspädagogik
  - Verkehrsphysik
  - Verkehrsplanung
  - Verkehrspolitik
  - Verkehrspsychologie
  - Verkehrsrecht
  - Verkehrssoziologie
  - Verkehrsstatistik
  - Verkehrstechnik
  - Verkehrstelematik
  - Verkehrswirtschaftslehre

### Naturwissenschaften
- Astronomie
  - Astrometrie
  - Geschichte der Astronomie
  - Astrophysik
  - Himmelsmechanik
  - Kosmologie
  - Planetologie
  - Sonnenforschung
  - Stellardynamik
  - Stellarstatistik
- Biologie
  - Biochemie
  - Bioinformatik
  - Biophysik
  - Botanik
  - Cytologie
  - Genetik
  - Histologie
  - Immunbiologie
  - Mikrobiologie
  - Mykologie
  - Neurobiologie
  - Ökologie
  - Verhaltensbiologie (Verhaltensforschung)
  - Zoologie
- Chemie
  - Allgemeine Chemie
  - Analytische Chemie
    - Umweltchemie

  - Anorganische Chemie
  - Biochemie
  - Lebensmittelchemie
  - Organische Chemie
  - Physikalische Chemie
    - Elektrochemie
    - Makromolekulare Chemie

  - Theoretische Chemie
  - Toxikologie
- Geowissenschaften
  - Fernerkundung
  - Geodäsie
  - Geographie
  - Geoinformatik
  - Geologie
  - Geophysik
  - Hydrologie
  - Meteorologie
  - Ozeanografie
  - Pedologie
- Medizin
  - Humanmedizin
    - Anästhesie
    - Anatomie
    - Augenheilkunde
    - Chirurgie
      - Unfallchirurgie

    - Dermatologie
    - Gerontologie
    - Gynäkologie
    - Hals-Nasen-Ohren-Heilkunde
    - Innere Medizin
    - Neurologie
    - Psychiatrie
    - Psychosomatik
    - Notfallmedizin
    - Nuklearmedizin
    - Orthopädie
    - Pädiatrie
    - Pathologie
    - Pharmakologie
    - Radiologie
    - Umweltmedizin
    - Urologie
    - Zahnmedizin

  - Pharmazie
  - Veterinärmedizin
- Physik
  - Aero- und Hydrodynamik
  - Elektrodynamik
  - Experimentalphysik
  - Festkörperphysik
  - Kinematik
  - Mechanik
  - Optik
  - Quantenmechanik (Quantenphysik)
  - Relativitätstheorie
  - Teilchenphysik
  - Theoretische Physik
  - Thermodynamik

### Agrarwissenschaften
- Pflanzenbau
- Pflanzenernährung
- Pflanzenzüchtung
- Bodenkunde
- Phytomedizin
- Grünland
- Gartenbau
- Gemüsebau
- Obstbau
- Weinbau
- Tierhaltung
- Tierzucht
- Agrarökonomie
- Agrarsoziologie
- Agrarpolitik
- Agrargeschichte
- Landtechnik
- Agrarökologie
- Ökologischer Landbau

### Philosophie
- Philosophische Logik
- Erkenntnistheorie und Erkenntniskritik (auch: Epistemologie)
- Metaphysik
  - Ontologie
  - Natürliche Theologie
- Philosophie des Geistes
- Wissenschaftstheorie
  - Methodologie
- Sprachphilosophie
- Naturphilosophie
- Ästhetik
- Ethik
- Rechtsphilosophie
- Philosophische Anthropologie
- Religionsphilosophie
- Politische Philosophie
- Geschichtsphilosophie
- Kulturphilosophie
- Sozialphilosophie
- Sportphilosophie

### Sozialwissenschaften
- Anthropologie
  - Philosophische Anthropologie
- Demografie
- Entwicklungsforschung
- Ethnologie
- Kommunikationswissenschaft
- Pädagogik
- Politikwissenschaft
  - Verwaltungswissenschaft
- Psychologie
- Publizistikwissenschaft
- Rechtswissenschaft
- Sozialarbeitswissenschaft
- Sozialpsychologie
- Soziologie
- Sportwissenschaft
- Tourismuswissenschaft
- Volkskunde
- Rechtswissenschaften
  - Juristische Methodenlehre
  - Kriminologie
  - Rechtsdogmatik
  - Rechtsgeschichte
  - Rechtsphilosophie
  - Rechtssoziologie
  - Rechtstheorie
  - Rechtsvergleichung

- Wirtschaftswissenschaften
  - Betriebswirtschaftslehre
    - Allgemeine Betriebswirtschaftslehre
    - Anlagenwirtschaft
    - Beschaffung
    - Controlling
    - Finanzwirtschaft
    - Informationswirtschaft
    - Logistik
    - Marketing
    - Materialwirtschaft
    - Operations Research (Unternehmensforschung)
    - Organisation
    - Personalwesen
    - Produktionswirtschaft
    - Qualitätsmanagement
    - Rechnungswesen
      - Internes Rechnungswesen
      - Externes Rechnungswesen

    - Supply-Chain-Management
    - Unternehmensführung
    - Branchenlehren
      - Handelsbetriebslehre
      - Industriebetriebslehre
      - Bankbetriebslehre
      - Versicherungsbetriebslehre

    - Bergwirtschaftslehre
      - Immobilienwirtschaft

  - Entwicklungsforschung
  - Sozioökonomie
  - Volkswirtschaftslehre
    - Makroökonomik
    - Mikroökonomik
      - Haushaltstheorie
      - Produktionstheorie
      - Preistheorie
      - Spieltheorie
      - Informationsökonomik
      - Wohlfahrtsökonomik
      - Institutionenökonomik
      - Evolutionsökonomik
      - Experimentelle Ökonomik

    - Ökonometrie
    - Wirtschaftspolitik
    - Finanzwissenschaft
    - Arbeitsökonomik
    - Außenwirtschaftstheorie
    - Bildungsökonomik
    - Entwicklungsökonomie
    - Familienökonomie
    - Gesundheitsökonomie
    - Industrieökonomik
    - Innovationsökonomik
    - Regionalökonomie
    - Umweltökonomie
    - Kulturökonomie

### Strukturwissenschaften
- Informatik
  - Künstliche Intelligenz
  - Theoretische Informatik
    - Automatentheorie
    - Berechenbarkeitstheorie
    - Komplexitätstheorie
- Informationswissenschaft
- Linguistik
  - Computerlinguistik
  - Semiotik
- Logik
- Mathematik (Siehe auch: Teilgebiete der Mathematik)
  - Algebra
    - Abstrakte Algebra
    - Elementare Algebra
    - Lineare Algebra

  - Analysis
    - Funktionalanalysis
    - Funktionentheorie

  - Arithmetik
  - Geometrie
    - Absolute Geometrie
    - Affine Geometrie
    - Differentialgeometrie
    - Euklidische Geometrie
    - Nichteuklidische Geometrie

  - Logik
  - Mengenlehre
  - Numerische Mathematik
  - Stochastik
    - Kombinatorik
    - Statistik
    - Wahrscheinlichkeitstheorie

  - Technische Mathematik
  -  Topologie
- Systemtheorie

### (Christliche) Theologie
- Biblische Theologie
  - Biblische Hermeneutik
  - Biblische Einleitungswissenschaft
  - Exegese des Alten Testamentes
  - Exegese des Neuen Testamentes

- Historische Theologie
  - Dogmengeschichte
  - Kirchengeschichte
  - Patrologie
- Systematische Theologie
  - Fundamentaltheologie
  - Dogmatik
  - Moraltheologie
  - Christliche Gesellschaftslehre
  - Ökumenische Theologie
- Praktische Theologie
  - Liturgiewissenschaft
  - Pastoraltheologie
  - Religionspädagogik
  - Kirchenrecht
  - Homiletik